# Удор
Удор — деревня в Княжпогостском районе республики Коми  в составе  городского поселения Емва.

## География
Находится на расстоянии примерно 3 км на запад-юго-запад по прямой от железнодорожного вокзала города Емва на правом берегу реки Вымь напротив бывшей промзоны заброшенной колонии в западной части Емвы. 

## Население
Постоянное население  составляло 29 человек (коми 86%) в 2002 году, 24 в 2010 .